# Jerzy Szypowski
Jerzy Szypowski ps. Bolek (ur. 2 sierpnia 1919 w Rzucowie, zm. po 20 września 1944 w Warszawie) – porucznik, żołnierz Armii Krajowej, uczestnik powstania warszawskiego, kawaler Krzyża Srebrnego Orderu Wojennego Virtuti Militari.
Syn Antoniego i Kazimiery. Absolwent warszawskiego gimnazjum im. ks. Józefa Poniatowskiego. Ukończył Dywizyjny Kurs Podchorążych Rezerwy przy 20 Dywizji Piechoty w Słonimiu. Od 1938 studiował w Szkole Głównej Handlowej. W konspiracji od 1940 - w Szefostwie Służby Uzbrojenia KG ZWZ-AK. Podczas powstania warszawskiego służył jako dowódca I kompanii Zgrupowania „Leśnik”. Uczestniczył m.in. w zdobyciu i obronie gmachu Polskiej Wytwórni Papierów Wartościowych przy ul. Sanguszki 1, utrzymywanego przez powstańców przez 27 dni. Był jednym z dowódców obrony tego budynku. Jego oddział wycofał się z niego 27 sierpnia 1944. Walczył wraz ze swoim oddziałem w rejonie Woli, Muranowa, Starego Miasta, Śródmieścia i Czerniakowa (tu walczył na przyczółku w oddziale osłonowym Zgrupowania „Radosław”).
Jerzy Szypowski zginął po 20 września 1944, podczas przeprawy przez Wisłę na Saską Kępę. Odznaczony Orderem Virtuti Militari 5 klasy w dniu 30 sierpnia 1944, na mocy rozkazu dowódcy AK Grupy „Północ”.